# Квока, Чеслава
Чеслава Квока (пол. Czesława Kwoka; 15 августа 1928 — 12 марта 1943) — польская девочка, погибшая в заключении в Освенциме в возрасте 14 лет. Одна из детей, ставших жертвами геноцида со стороны нацистской Германии, она входит в число детей, увековеченных в экспозиции Государственного музея Аушвиц-Биркенау, «Блок № 6. Жизнь заключенных».

## Биография
Родилась в Вольке-Злойецка, Польша, в семье католички Катажины Квоки. 12 декабря 1942 г. вместе со своей матерью (лагерный № 26946) Чеслава Квока (лагерный № 26947) была депортирована из города Замосць и отправлена в Освенцим. Мать Чеславы работала фермером, и  умерла 18 февраля 1943 года.
Чеслава Квока была одной из сотен тысяч детей, которые не пережили Освенцим, и одной из тех, чьи личные фотографии вместе с подписями, составленными из так называемых «Книг смерти», представлены в экспозиции «Блок № 6. Жизнь заключенных». Чеслава была убита инъекцией яда 12 марта 1943 года. На момент смерти ей было 14 лет.

### Фотографии
После прибытия в лагерь Квока была насильно сфотографирована. «Идентификационные фотографии» делались для учёта заключенных. Одним из фотографов, занятых в процессе фотографирования, был заключенный Освенцима Вильгельм Брассе (лагерный № 3444). По распоряжению администрации он фотографировал заключенных и проводимые над ними медицинские эксперименты. По настоянию доктора Менгеле Брассе делал три снимка каждого заключённого: анфас, в профиль и в три четверти.
Позже он рассказывал в интервью, что очень хорошо запомнил девочку. Когда её привезли в лагерь, она была настолько напугана, что долго не могла понять, что от неё хотят. Брассе врезался в память один момент: перед тем, как Чеславу поставили перед фотокамерой, она утерла слёзы и кровь с разбитой губы. Девочку постоянно били за то, что от шока она плохо соображала.
Перед отступлением администрация лагеря приказала уничтожить фотографии и их негативы, однако Брассе рискнул нарушить приказ и спас от уничтожения часть фотографий.

## Искусство
- The Portraitist[англ.] (Польша, 2005[10][11]), режиссёр — Ирек Добровольский[пол.]. Премьерный показ на телевидении состоялся 1 января 2006, а на киноэкране — 19 марта 2007 года в Восточнолондонской синагоге. На протяжении фильма Брассе рассказывает о том, как попал в лагерь, а также о своей работе там и о некоторых снимках, в том числе о снимках Чеславы[8].
- Фотографии детей-заключённых, сделанные Вильгельмом и экспонирующиеся в музее Аушвиц-Биркенау, в особенности фото Чеславы Квоки, вдохновили поэтессу Терезу Эдвардс и художницу Лори Шрайнер на создание книги «Painting Czesawa Kwoka»[1]. Согласно информации из каталога выставки, где находились работы Эдвардс и Шрайнер, задумка заключалась в увековечении памяти детей, ставших жертвами Холокоста, а также погибших в войне. В 2007 году книга получила «Tacenda Literary Award» как лучшая совместная работа.
- К 75-летию со дня смерти Квоки бразильская художница опубликовала колоризированные фотографии[12].